# Max Reger
Max Reger, eredeti nevén Johann Baptist Joseph Maximilian Reger (Brand, 1873. március 19. – Lipcse, 1916. május 11.) német zeneszerző, zongorista, orgonista és karmester.

## Életútja
Az oberpfalzi Brandban született és a közeli Weidenben nőtt fel. Már kora gyerekkorától kapott zenei oktatást; később a sonderhauseni és a wiesbadeni konzervatóriumokban, többek között Hugo Riemannál, a híres zeneteoretikusnál tanult. Tanulmányai után katonai szolgálatot teljesített, de ideg-összeroppanás miatt 1898-ban visszatért a szülői házba. Zenei tevékenysége szárnyakat kapott, Weidenben írta hírnevét megalapozó jelentős műveit. 1901-ben családjával Münchenbe költözött, ahol a zenei élet aktív tagjává vált.
1902-ben feleségül vette a protestáns Elsa von Berckent. A család ellenezte a házasságot, ekkor romlott meg kapcsolata testvérével. A századforduló éveiben igen produktív volt zeneszerzőként és koncertező zongoristaként, kamarazenészként. 1905-ben Josef Gabriel Rheinberger utódja lett a hangművészeti akadémián, ám egy évvel később lemondott a tisztségéről, mivel számos dologban nézeteltérése támadt a nagyrészt konzervatív tantestülettel. Tanítványai között szerepelt többek között Joseph Haas, Johanna Senfter, Botho Sigwart zu Eulenburg, Hermann Keller, Hermann Grabner , valamint a későbbi filmzeneszerző, Willy Schmidt-Gentner.
1907-től egyetemi zeneigazgató (1908-ig) és a lipcsei királyi konzervatórium professzora lett, de koncert- és zeneszerzői tevékenységét is tovább folytatta. 1911-ben a Meininger Hofkapelle kapellmeisterének, udvari karmesterének nevezték ki, ezt a tisztséget 1914-ig látta el, röviddel a Hofkapelle feloszlatása előtt mondott fel. 1916-ban egy hangversenykörút során Lipcsében tett állomásán szívelégtelenség következtében hunyt el.

## Munkássága
Reger orgonakompozíciói által vált híressé, amelyeket barátja, Karl Straube, a lipcsei Tamás-templom orgonistája vitt sikerre. Straube nem csak mint barát és előadó állt Reger mellett, hanem komponálás közben is gyakran látta el tanácsokkal Regert.
Orgonaműveiben barokk műfajokat, mint a korálelőjátékot, a fantáziát, a fúgát és passacagliát találunk, ezeket azonban újraértelmezte és saját elképzelései szerint fejlesztette tovább. Az orgonairodalom kiemelkedő alkotása a 7 korálfantázia protestáns dallamokra. Orgonaművei a legtökéletesebb alkotások a német késő romantikus orgonákra (W. Sauer, E. F. Walcker, Voit & Söhne, Furtwängler & Hammer, Rieger), csupán ezek a hangszerek rendelkeznek a művek megszólaltatásához szükséges hangszín és dinamikai palettával.
További kiemelkedő alkotásai vannak a kamarazene területén és, a dal-, a kórus-, valamint a zenekari zenében. Zenekari műveinek jellemzője a kifinomult hangszerelés és hangszínkezelés (Böcklin nyomán írt szimfonikus költemények, a Hiller-változatok, a Mozart-változatok, Romantikus szvit).
Reger nagy hatással volt az Új Bécsi Iskolára (Neue Wiener Schule), és az 1920-as években a német nyelvterület egyik legnépszerűbb és leggyakrabban játszott zeneszerzője volt. Tanítványa, Paul Hindemith a következőket mondta róla: »A zene utolsó nagy óriása; nélküle nem lennék!«

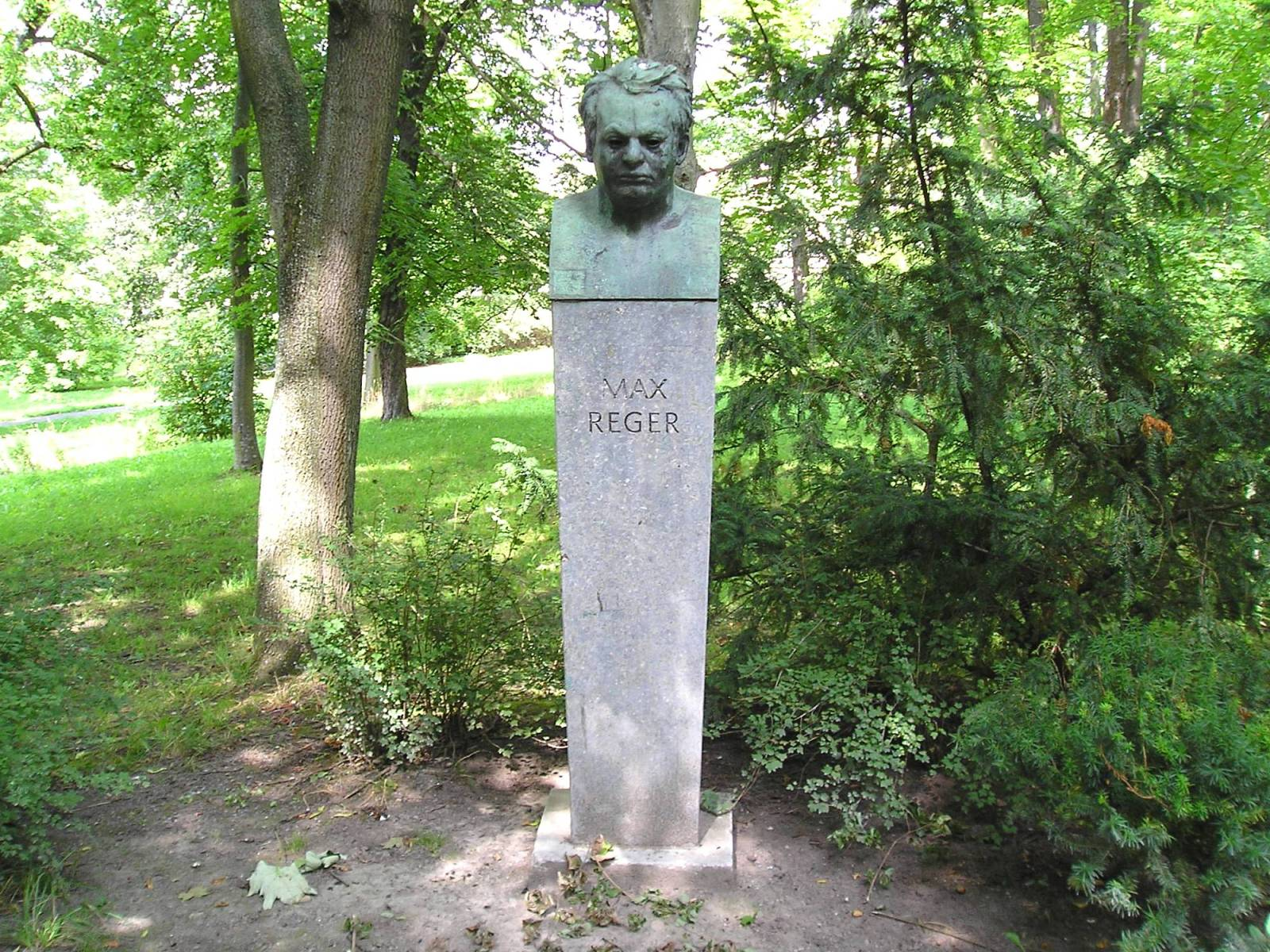
Reger meiningeni emlékműve

1906-ban, amikor Reger Szentpéterváron adott koncertet, a közönség soraiban a 15 éves Szergej Szergejevics Prokofjev bámulattal hallgatta az előadott G-dúr szerenádot. De nem minden kortársának tetszett Reger zenéje, munkáját ellentmondásosan értékelték: Igor Stravinsky nemcsak zenéjét, de megjelenését is visszataszítónak találta; egykori tanárától, Hugo Riemanntól nézeteltérésüket követően lesújtó bírálatot kapott.
Reger maga is nehéznek titulálta saját zenéjét, nemcsak az előadók, de a hallgatók számára is. Különösen alkotói korszakának közepén keletkezett művei extrém tonalitásúak. Variációi ebben a műfajban Bach, Beethoven és Brahms művei mellett a legjobbak közé tartoznak. Az ellenpontozás területén a kromatikus polifóniával egyedülállót alkotott.
Utolsó éveiben stílusa egyszerűsödött, a lehető legnagyobb tisztaságot és szubtilitást keresve. Reger saját kései stílusát „szabad jénai stílusnak” nevezte (1915-től Jénában élt). Ebben az alkotói korszakban írott művei között megtaláljuk például a Mozart-variációkat op.132 vagy utolsó szerzeményét, az A-dúr klarinétötöst op.146.

## Művei

Max Reger arcképe egy 100 pfenniges bélyegen

### Orgonaművek opusszámmal
- Drei Orgelstücke op. 7 (1892): 
  - Präludium und Fuge C-Dur
  - Fantasie über 'Te Deum laudamus'
  - Fuge d-Moll
- Suite e-Moll op. 16 "Den Manen Bachs" (1895): 
  - Introduktion und Fuge
  - Adagio assai
  - Intermezzo
  - Trio
  - Passacaglia
- Choralfantasie über 'Ein feste Burg ist unser Gott' op. 27 (1898)
- Fantasie und Fuge c-Moll op. 29 (1898)
- Choralfantasie über 'Freu dich sehr, o meine Seele' op. 30 (1898)
- Erste Sonate fis-Moll op. 33 (1899)
- Zwei Choralfantasien op. 40 (1899): 
  - Nr. 1 Wie schön leucht' uns der Morgenstern
  - Nr. 2 Straf' mich nicht in deinem Zorn
- Fantasie und Fuge über BACH op. 46 (1900)
- Sechs Orgeltrios op. 47 (1900): 
  - Canon
  - Gigue
  - Canzonetta
  - Scherzo
  - Siciliano
  - Fuge
- Drei Choralfantasien op. 52 (1900): 
  - Nr. 1 Alle Menschen müssen sterben
  - Nr. 2 Wachet auf, ruft uns die Stimme
  - Nr. 3 Halleluja, Gott zu loben
- Fünf leichte Präludien und Fugen op. 56 (1901)
- Symphonische Fantasie und Fuge op. 57 (1901)
- Zwölf Stücke op. 59 (1901) 
  - Präludium
  - Pastorale
  - Intermezzo
  - Kanon
  - Toccata
  - Fuge
  - Kyrie Eleison
  - Gloria in excelsis
  - Benedictus
  - Capriccio
  - Melodia
  - Te Deum
- Zweite Sonate d-Moll op. 60 (1901): 
  - Improvisation
  - Invocation
  - Introduktion und Fuge
- Monologe op. 63 (1901/1902)
- Zwölf Stücke op. 65 (1902)
- 52 leicht ausführbare Choralvorspiele für die Orgel zu den gebräuchlichsten evangelischen Chorälen op. 67 (1902)
- Zehn Stücke op. 69 (1903): 
  - Präludium e-Moll
  - Fuge e-Moll
  - Basso ostinato e-Moll
  - Moment musical D-Dur
  - Capriccio d-Moll
  - Toccata D-Dur
  - Fuge D-Dur
  - Romanze g-Moll
  - Präludium a-Moll
  - Fuge a-Moll
- Variationen und Fuge über ein Originalthema fis-Moll op. 73 (1903)
- Dreizehn Choralvorspiele op. 79b (1901-1903)
- Zwölf Stücke op. 80 (1904): 
  - Präludium e-Moll
  - Fughetta e-Moll
  - Canzonetta g-Moll
  - Gigue d-Moll
  - Ave Maria Des-Dur
  - Intermezzo g-Moll
  - Scherzo fis-Moll
  - Romanze a-Moll
  - Perpetuum mobile f-Moll
  - Intermezzo D-Dur
  - Toccata a-Moll
  - Fuge a-Moll
- Vier Präludien und Fugen op. 85 (1904)
- Zweite Suite g-Moll op. 92 (1905): 
  - Präludium
  - Fuge
  - Intermezzo
  - Basso ostinato
  - Romanze
  - Toccata
  - Fuge
- Introduktion, Passacaglia und Fuge e-Moll op. 127 (1913)
- Neun Stücke für Orgel op. 129 (1913): 
  - Toccata d-Moll
  - Fuge d-Moll
  - Kanon e-Moll
  - Melodia B-Dur
  - Capriccio g-Moll
  - Basso ostinato g-Moll
  - Intermezzo f-Moll
  - Präludium h-Moll
  - Fuge h-Moll
- Dreißig kleine Choralvorspiele op. 135a (1914)
- Fantasie und Fuge d-Moll op. 135b (1916)
- Sieben Orgelstücke op. 145 (1915/1916): 
  - Trauerode
  - Dankpsalm
  - Weihnachten
  - Passion
  - Ostern
  - Pfingsten
  - Siegesfeier

### Orgonaművek opusszám nélkül
- Introduktion und Passacaglia d-Moll (1899)
- Orgelpräludium c-Moll (1900)
- Variationen und Fuge über 'Heil, unserm König Heil' ('Heil dir im Siegerkranz') (1901)
- Präludium und Fuge d-Moll (1902)
- Schule des Triospiels. J. S. Bachs zweistimmige Inventionen, für die Orgel bearbeitet von Max Reger und Karl Straube (1903)
- Romanze a-Moll für Harmonium, Orgelfassung vom Komponisten (1904)
- Präludium und Fuge gis-Moll (1906)
- Präludium und Fuge fis-Moll (1912)
- Choralvorspiele: 
  - O Traurigkeit, o Herzeleid (1893)
  - Komm, süßer Tod (1894)
  - Wer weiß, wie nahe mir mein Ende (1900)
  - Christ ist erstanden von dem Tod (1901?)
  - O Haupt voll Blut und Wunden (1904?)
  - Es kommt ein Schiff geladen (1905)
  - Wie schön leucht' uns der Morgenstern (1908?)

### Zenekari művek
- Symphoniesatz d-Moll (1889)
- Symphoniesatz d-Moll (1890)
- Lyrisches Andante (Liebestraum) für Streichorchester (1898)
- Sinfonietta A-Dur op.90 (1905)
- Serenade G-Dur op.95 (1906)
- Variationen und Fuge über ein Thema (aus dem Singspiel "Der Ärndtekranz") von Johann Adam Hiller op.100 (1907)
- Symphonischer Prolog zu einer Tragödie op.108 (1908)
- Eine Lustspiel-Ouvertüre op.120 (1911)
- Konzert im alten Stil F-Dur op.123 (1912)
- Eine romantische Suite (nach Eichendorff) op.125 (1912)
- Vier Tondichtungen nach A. Böcklin op.128 (1913), darin N°3: Die Toteninsel
- Eine Ballettsuite op.130 (1913)
- Variationen und Fuge über ein Thema von Mozart op.132 (1914)
- Eine vaterländische Ouvertüre op.140 (1914)
- Variationen und Fuge über ein Thema von Beethoven, eigene Orchesterbearbeitung von op.86 (1915)
- Suite im alten Stil, eigene Orchesterfassung von op.93 (1916)

### Szólóhangszerre és zenekarra írt művek
- Zwei Romanzen für Violine und kleines Orchester op. 50 (1900)
- Violinkonzert A-Dur op. 101 (1908)
- Klavierkonzert f-Moll op. 114 (1910)
- Rhapsodie für Violine und Orchester op. 147 (1916, Fragment, vollendet von Florizel von Reuter)
- Scherzino für Streichorchester und Horn (1899)

### Kamarazene
- 6 Streichquartette d-Moll op. und g-Moll op. 54/1, A-Dur op. 54/2, d-Moll op. 74, Es-Dur op. 109 und fis-Moll op. 121 (1889–1911)
- Streichsextett F-Dur op. 118 (1910)
- 2 Streichtrios a-Moll op. 77b und d-Moll op. 141b (1904 bzw. 1915)
- Klarinettenquintett A-Dur op. 146 (1916)
- 2 zongoraötös c-Moll oop. und c-Moll op. 64 (1898 bzw. 1902)
- 2 zongoranégyes d-Moll op. 113 und a-Moll op. 133 (1910 bzw. 1914)
- 2 zongorahármas h- Moll op. 2 und e-Moll op. 102 (1891 bzw. 1908)
- 9 hegedűszonáta d-Moll op. 1, D-Dur op. 3, A-Dur op. 41, C-Dur op. 72, fis-Moll op. 84, d-Moll op. 103b/1, A-Dur op. 103b/2, e-Moll op. 122 und c-Moll op. 139 (1891–1915)
- 4 csellószonáta f-Moll op. 5, g-Moll op. 28, F-Dur op. 78 und a-Moll op. 116 (1892–1910)
- 3 klarinétszonáta As-Dur op. 49/1, fis-Moll op. 49/2 und B-Dur op. 107 (1900 bzw. 1909)
- Diverse Werke für Violine, Viola und Violoncello solo op. 42, 91, 117, 131 (Különböző művek hegedűre, brácsára és csellóra)

### Zongoraművek
- Variationen und Fuge über ein Thema von Johann Sebastian Bach op. 81 (1904)
- Variationen und Fuge über ein Thema von Ludwig van Beethoven op. 86 für 2 Klaviere (1904)
- Aus meinem Tagebuch op. 82 (1904-12, 4 Hefte)
- Introduktion, Passacaglia und Fuge op. 96 für 2 Klaviere (1906)
- Variationen und Fuge über ein Thema von Georg Philipp Telemann op. 134 (1914)
- Träume am Kamin op. 143 (1915)
- 4 zongorára írt szonatina
- számos más kisebb zongoradarab

### Vokális zenedarabok
- Hymne an den Gesang (Steiner) op. 21 (1898)
- Gesang der Verklärten (Busse) op. 71 (1903)
- Der 100. Psalm op. 106 (1908/09)
- Die Nonnen (Boelitz) op. 112 (1909)
- Die Weihe der Nacht (Hebbel) op. 119 (1911) für Alt, Männerchor und Orchester
- An die Hoffnung (Hölderlin) op. 124 (1912) für Alt und Orchester
- Römischer Triumphgesang (Lingg) op. 126 (1912)
- Hymnus der Liebe (Jacobowski) op. 136 (1914) für Bariton und Orchester
- Der Einsiedler (Eichendorff) und Requiem (Hebbel) op. 144 (1915) für Singstimme, Chor und Orchester
- Requiem für Soli, Chor und Orchester, op. 144b (Text von Hebbel: Seele, vergiss sie nicht)
- (Lateinisches) Requiem, op.145a (Fragment: Kyrie-Satz, ein Dies-Irae-Satz ist ohne Opuszahl vorhanden)
- Négy korálkantáta 
  - I. Vom Himmel hoch da komm ich her. Choralkantate zu Weihnachten (1903)
  - II. O wie selig seid ihr doch, ihr Frommen. Choralkantate zum Totenfest (1903)
  - III. O Haupt voll Blut und Wunden. Choralkantate zum Karfreitag (1904)
  - IV. Meinen Jesum lass ich nicht. Choralkantate (1906)
- A-cappella-kórusművek 
  - Geistliche Gesänge op. 110 und 138
  - O Maria, sei gegrüsst (dt. Ave Maria), op. 61 n°6
- több mint 250 zongoradal, többek között Christian Morgenstern, Stefan Zweig, Richard Dehmel, Gabriele D’Annunzio szövegére.

## Hangfelvételek
- Romantikus szvit,  – Youtube.com, Közzététel: 2013. máj. 5.
- D-moll szimfonikus fantázia és fúga,  – Youtube.com, Közzététel: 2012. okt. 18.
- A-major hegedűverseny,  – Youtube.com, Közzététel: 2014. jan. 7.
- Mozart variációk,  – Youtube.com, Közzététel: 2018. jan. 9.
- Latin requiem,  – Youtube.com, Közzététel: 2017. márc. 2.
- Dixit Dominus,  – Youtube.com, Közzététel: 2015. febr. 4.
- Te Deum,  – Youtube.com, Közzététel: 2016. júl. 21.
- Maria Wiegenlied,  – Youtube.com, Közzététel: 2011. dec. 24.
- Agnus Dei,  – Youtube.com, Közzététel: 2018. jún. 10.

## Kották
- Reger, Max. International Music Score Library Project. (Hozzáférés: 2019. május 17.)